# Modisimus montanus
Modisimus montanus är en spindelart som beskrevs av Alexander Petrunkevitch 1929. Modisimus montanus ingår i släktet Modisimus och familjen dallerspindlar.
Artens utbredningsområde är Puerto Rico. Utöver nominatformen finns också underarten M. m. dentatus.